# Frank J. Valenti
Frank Joseph Valenti (* 14. September 1911 in Pittsburgh; † 20. September 2008 in Sugar Land, Texas) war ein italienisch-amerikanischer Mobster der amerikanischen Cosa Nostra und von 1964 bis 1972 das Oberhaupt der Rochester-Familie in Rochester (New York) und der Bruder von Constenze „Stanley“ Valenti, der bis zum Jahr 1958 als Boss der Familie galt.

## Leben

### Aufstieg
Von den 1930er bis in die frühen 1950er Jahre, stieg Frank Valenti in den Kreisen der Mafia von Rochester und Pittsburgh auf und sein Einfluss innerhalb der Mafia wurde immer größer. Er war betreibender einer Kette von kleinen Spaghetti Restaurants.
Frank und sein Bruder Stanley gehörten zu den rund 100 Mafia-Mitgliedern, die 1957 an dem legendären Apalachin-Meeting teilnahmen; eine Zusammenkunft von fast allen Bossen der amerikanischen Cosa Nostra im November 1957, welche in der Gemeinde Apalachin im Bundesstaat New York stattfand und von der örtlichen Polizei gestürmt wurde. Seit dem Treffen war Frank Underboss der Familie.

### Exil
Nachdem beide sich geweigert hatten Fragen zu beantworten, bevor eine Grand Jury die Gründe für das Unterwelt-Treffen untersuchte, wurden sie im August 1958 wegen Missachtung des Gerichts inhaftiert. Frank wurde innerhalb eines Jahres und Costanze wurde nach sechzehn Monaten entlassen. Obwohl beide wieder frei waren, waren die Valentis nicht in der Lage, ihre Kontrolle über Rochesters Unterwelt-Aktivitäten zu halten. Beide standen unter ständiger Überwachung durch die Strafverfolgung. Im April 1961 wurde Frank Valenti zu drei Jahren wegen Wahlbetrugs ins Exil von Rochester verurteilt. Er kehrte nach Pittsburgh zurück, wo er den Großteil seines Erwachsenenlebens verbracht hatte und er wurde für die LaRocca-Familie tätig. Stanley, nicht in der Lage sich ohne Bundesagenten frei zu bewegen, konnte demnach auch kaum ein potentieller Boss sein. Nach Erkenntnissen der Behörden, hatte nach dem Gefängnisaufenthalt der Valentis, Jacomino „Jake Russo“ Russolesi im Jahr 1958 mit Hilfe seiner Kontakte zur Magaddino-Familie aus Buffalo, als neuer Kopf die Führung übernommen.

### Machtübernahme
Im September 1964 endete Frank Valentis Exil und er kehrte nach Rochester zurück, wo er mit der Unterstützung von John Sebastian Larocca versuchte die Kontrolle über die örtliche Unterwelt wiederzuerlangen. Er selbst soll sich sogar mit Stefano Magaddino einig geworden sein, nach dem Jake Russo bei Magaddino in Ungnade fiel. Im November 1964 machte Frank Valenti bekannt, dass er der neue Chef der lokalen Mafia ist und organisierte zwei große Feste, an denen fast die gesamte lokale Glücksspiel-Szene, sowie diverse Sympathisanten Valenti's anwesend waren. Russolesi zählte nicht zu den Gästen, nachdem er geheimnisvoll, ein paar Tage vor Valentis erster Party verschwand und nie gefunden wurde. Der nie bewiesene Verdacht der Strafverfolgung war, dass Valenti seine neue Position mit Russolesis Mord gesichert hatte.

### Das Ende
Am 15. Dezember 1972 wurde Frank wegen Erpressung verurteilt und erhielt eine längere Haftstrafe. Im März des folgenden Jahres wurde er wegen Verstößen gegen das Waffengesetz verurteilt und es wurden fünf weitere Jahre hinzugefügt.
Underboss Samuel J. Russotti übernahm nach Franks Inhaftierung die Führung der Familie und verbleibende Valenti-Loyalisten wurden entweder aus der Stadt gezwungen oder traten zu Russottis neuem Regime bei. Stanley Valenti, der während der Herrschaft seines Bruders ein Capo gewesen war, wurde degradiert.
Frank ging nach seiner Entlassung, im Jahr 1977 nach Arizona, später dann nach Texas und starb am 20. September 2008 im Alter von 97 Jahren, in einem Pflegeheim in Houston.